# Confine tra Repubblica Democratica del Congo e Tanzania
Il confine tra la Repubblica Democratica del Congo e la Tanzania ha una lunghezza di 470 km e va dal triplice confine con il Burundi a nord, fino al triplice confine con lo Zambia a sud.

## Descrizione
Il confine si trova interamente sul Lago Tanganica. Inizia dal triplice punto di confine tra RD Congo-Burundi-Tanzania proseguendo in direzione sud-est sulla linea mediana del lago per l'intero percorso. Il tracciato termina al triplice confine tra RD Congo-Zambia-Tanzania.

## Storia

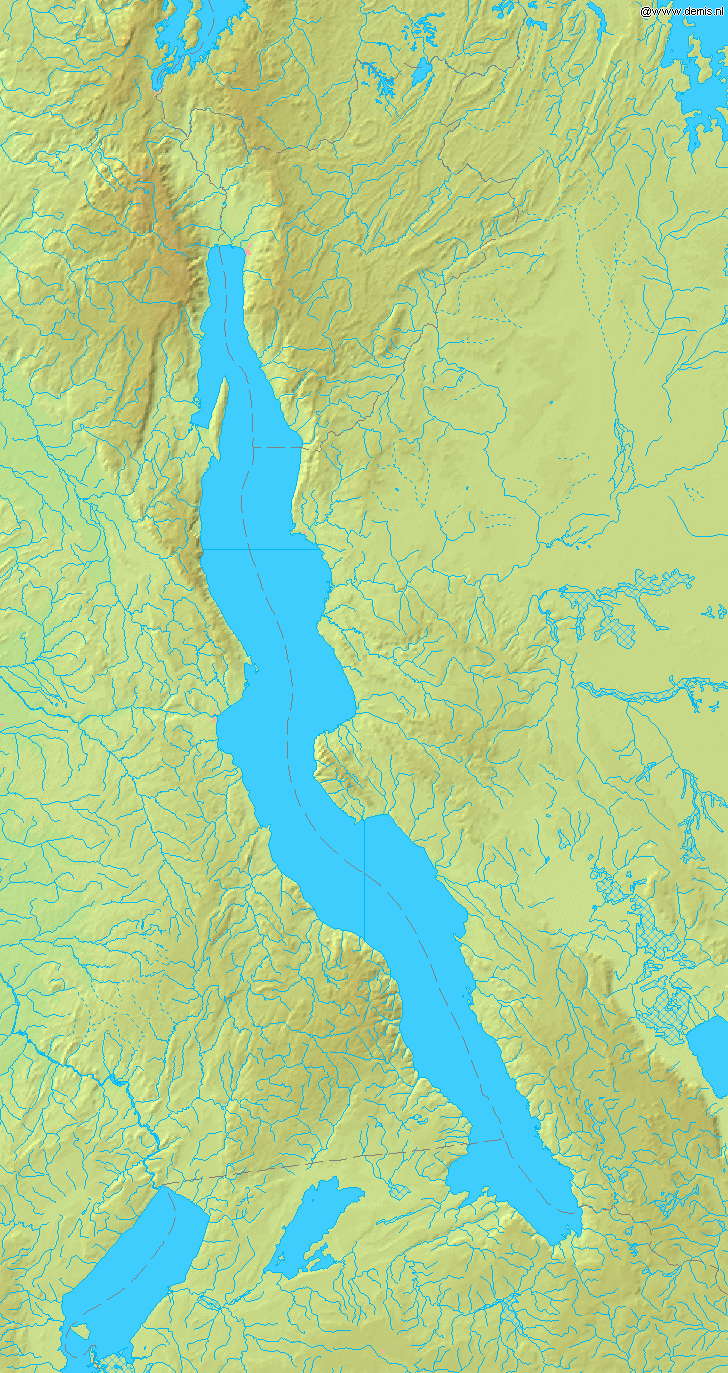
Mappa del Lago Tanganika. La linea mediana tratteggiata rappresenta il confine tra gli Stati che si affacciano sul lago.

Il confine emerse per la prima volta durante la Spartizione dell'Africa, in un periodo di intensa competizione tra le potenze europee nel tardo XIX secolo per il controllo dei territori africani. ll processo culminò nella Conferenza di Berlino del 1884, la quale riconobbe al re Leopoldo II del Belgio, che aveva sponsorizzato varie esplorazioni nella regione con il pretesto dell'umanitarismo, il titolo di capo di stato sovrano dell'Associazione internazionale del Congo, ribattezzato successivamente come Stato Libero del Congo. Il 1º agosto 1885 una dichiarazione dell'Amministratore Generale del Dipartimento degli Affari Esteri dello Stato Libero del Congo affermò che i limiti dell'entità coloniale erano determinati attraverso una linea mediana sul Lago Tanganica. Nel 1908 il parlamento del Belgio rilevò l'amministrazione dello Stato Libero del Congo che divenne Congo Belga.
Tra il 1885 e la prima guerra mondiale, il Tanganica, corrispondente alla parte continentale dell'attuale Tanzania, rappresentava gran parte dell'area dell'Africa orientale tedesca insieme al Ruanda-Urundi e al Triangolo di Kionga.
L'11 agosto 1910 il Belgio e la Germania firmarono una convenzione che fissava il confine tra i rispettivi possedimenti nell'Africa centrale.
Dopo la prima guerra mondiale il triangolo di Kionga fu restituito al Mozambico portoghese mentre il Ruanda-Urundi divenne prima un mandato belga e, dopo la seconda guerra mondiale, un'amministrazione fiduciaria belga. In modo simile il Tanganica, dopo la sconfitta tedesca nella prima guerra mondiale, fu posto sotto l'amministrazione britannica prima come mandato della Società delle Nazioni e successivamente, nel 1946, come territorio fiduciario delle Nazioni Unite.
In seguito alla decolonizzazione il Congo Belga ottenne l'indipendenza (come Repubblica del Congo, in seguito ribattezzata Repubblica Democratica del Congo) il 30 giugno 1960. Il Tanganica acquisì l'indipendenza come repubblica il 21 dicembre 1961. Da allora il confine divenne internazionale tra due stati pienamente sovrani. La Repubblica Unita di Tanzania si formò nel 1964 con la fusione di Tanganica e Zanzibar. 

## Attraversamento della frontiera
L'unico modo per attraversare la frontiera è la navigazione sul Lago Tanganika. Le navi mercantili percorrono la tratta Kalemie (Rep. Dem. Congo) - Kigoma (Tanzania).